# 无机纳米管
无机纳米管是由金属氧化物（通常）构成的圆柱体分子结构，形态上同碳纳米管相似。
虽然早在1930年，莱纳斯·鲍林就提出了矿物的弯曲叠层的可能性；直到1992年，以色列科学家Reshef Tenne宣布制成了二硫化钨纳米管，才宣告了无机纳米管的诞生。
无机纳米管比碳纳米管重，并且在张力作用下不够强。但是却具有特别强的抗压力。因此有潜力用来做抗冲撞产品，例如防弹衣。